# 気温減率
気温減率（きおんげんりつ）とは、高度が上がるに従って大気の気温が下がっていく割合をいう。気温逓減率（きおんていげんりつ）ともいう。
ここでいう「減率」とは、高度が上がるにつれて「気温が下がる割合」（高度がいくら上がると気温が何度下がる）という意味であり、単純な気温の「変化率」（高度がいくら上がると気温が何度変わる）とは符号が逆になる。
地球大気に対して使われることが最も多い用語であるが、この概念は重力によって支えられている球形の気体であれば、どのようなものにでも適用できる。

## 定義
『気象科学事典』によれば、気温減率の定義は次のようなものである。
- 高度と共に気温が低くなる割合。

この用語は、
1. 空気塊を上昇させたときの、その空気塊の温度が高度上昇とともに低くなる割合
2. 現にある大気環境の、鉛直方向の気温の勾配

の2つの意味になりうる。単に気温減率という場合、2. の意味であることが多いが、読解には注意が必要である。

## 数式による定義
一般的に、気温減率は高度の変化に伴って起こる気温の変化に負の記号を付けたものとして、次の式で定義される：
{\displaystyle \gamma =-{\frac {dT}{dz}}}
ここで、{\displaystyle \gamma }は気温減率で、気温の単位を高度の単位で割った単位（例：[℃/km]）により表される。T は気温、 z は高度である。
注:{\displaystyle \gamma }で表される別の量（例：比熱比、湿度線図の定数など）との混同を避けるために、断熱的な気温減率（断熱減率）を{\displaystyle \Gamma } あるいは {\displaystyle \alpha } という文字で表す場合がある.

## 気温減率の種類
気温減率には次の2つの意味がある：
1. 環境の気温減率 - 静止した大気について、その大気中の実際の気温が高度と共にどのように変わるか（つまり、鉛直方向の温度勾配）を表す量
2. 断熱的な気温減率（断熱減率）- ある空気塊が上昇するとき、その空気塊の気温が高度と共にどのように変わるかを表す量[4]。これには次の二つの種類がある：
  1. 乾燥断熱減率
  2. 湿潤断熱減率

### 環境の気温減率
環境の気温減率は、ある時刻および場所で静止している大気について、その大気中の気温が高度と共に下がる割合を表している。
その平均的な値としては、国際民間航空機関(ICAO)が定めた国際標準大気による定義がよく用いられる。これによれば、
- 海面から高度 11 km (36,090 ft) まで - 6.49 K/1,000 m (1.98℃/1,000 ft)
- 高度 11 km (36,090 ft)から 20 km (65,620 ft)まで - 一定の気温 (-56.5℃)

である。なお、-56.5℃は国際標準大気の中では最低の気温となっている。また、ICAOの標準大気には水蒸気は含まれていない。
実際の大気の気温は、理想化された平均値である国際標準大気とは異なっているため、気温減率も時と場所によって異なる。例えば、高度が上がるとともに気温が上がっていく逆転層と呼ばれる層が実在する。

### 断熱減率

#### 乾燥断熱減率

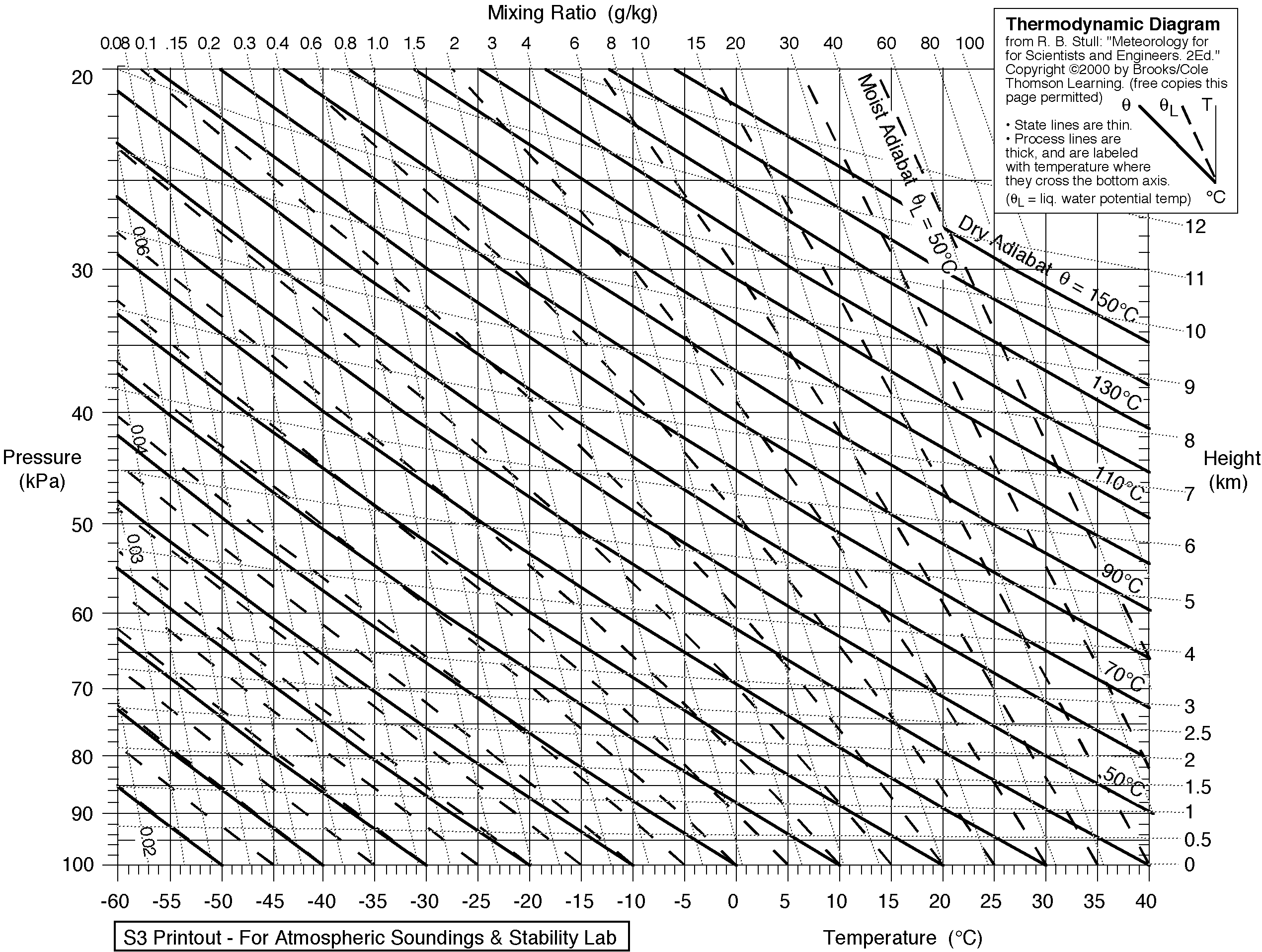
エマグラム。気温と気圧に対して、乾燥断熱減率（実線）と湿潤断熱減率（破線）が示されている。

乾燥断熱減率は、乾燥している（つまり未飽和の）空気塊が断熱的に高度が上昇したとき、高度の上昇につれてその空気塊の気温が下がる割合である。
なお、空気が未飽和であるとは、
その空気塊の相対湿度が 100% よりも低い
あるいは
その空気塊の実際の気温がその空気塊の露点よりも高い
ということを意味する。
また、断熱とは、その空気塊は周囲と熱のやりとりを全くしない、ということである。空気の熱伝導率は小さく、また空気塊の体積はとても大きいので、熱伝導による熱のやりとりは無視できるほどに小さい。
さて、空気塊が（例えば対流などによって）上昇する場合、高度の高い場所ほど気圧は低いため、上昇した空気塊は膨張する。空気塊が膨張するとき、空気塊はその周辺にある空気を押して、仕事をする。空気塊は仕事をした一方で、周囲から熱をもらってはいないため、内部エネルギーを失う。したがって空気塊の気温は下がる。この場合の気温減率は9.8 ℃/1,000 mである（空気が下降する場合は、逆のことが起こって昇温する）。
熱力学では、外部から与えられる熱量変化量を⊿Q、仕事量を⊿W、内部エネルギー変化量を⊿uとすると、⊿Q=⊿W+⊿uと表現できる（熱力学第一法則）。断熱変化の場合、⊿Q=0なので、⊿W+⊿u=0、すなわち膨張によって仕事をした分の⊿Ｗは内部エネルギーの⊿uで補われる。
理想気体について、断熱過程における気温 T と気圧 p を関連付ける式は次のとおりである：
{\displaystyle p(z)^{\gamma -1}/T(z)^{\gamma }=constant\,}
ここで {\displaystyle \gamma } は比熱比（空気の場合、{\displaystyle \gamma }=7/5）、z は高度である。
気圧と気温を関連付ける二つ目の関係式は静水圧平衡の式である：
{\displaystyle {\frac {dp}{dz}}=-{\frac {mpg}{RT}}}
ここで、 g は標準重力加速度、R は 気体定数、m は モル質量である。
これら二つの方程式を使って p を消去すると、乾燥断熱減率が求められる：
{\displaystyle -{\frac {dT}{dz}}={\frac {mg}{R}}{\frac {\gamma -1}{\gamma }}={\frac {mg}{c_{p}}}=9.8\ ^{\circ }\mathrm {C} /\mathrm {km} }.

#### 湿潤断熱減率
空気塊が上昇する過程で、その気温が露点に等しくなるまで下がり、その空気塊が飽和に達すると、それ以降は湿潤断熱減率が適用される。湿潤断熱減率は気温によって大きく異なるが、典型的な値としては約5 °C/km (1.51 °C/1,000 ft) である。 
乾燥断熱減率と湿潤断熱減率が異なるのは、湿潤断熱過程では上昇して空気が冷えるにつれて水が凝結する際に潜熱が放出されるからである。潜熱の放出により、高度が上がるにつれて気温が下がる割合は湿潤断熱減率の方が小さくなるのである。また、潜熱の放出は雷雨を発生させる雲の発達にとって重要なエネルギー源となっている。 
ある気温・高度・混合比の未飽和の空気塊が上昇するとき、高度が上昇するにつれて乾燥断熱減率で気温が下がっていく。一方、空気塊の混合比は、その空気塊が未飽和である限り一定の値に保たれる。エマグラム上で、空気塊の混合比の線と気温の線が交わったら、そこで空気中の水蒸気が凝結をはじめる。それ以降も更に高度が上昇する場合は、湿潤断熱減率で気温が下がっていくことになり、それまでの乾燥断熱減率よりはゆるやかに気温が下がっていく。
湿潤断熱減率は近似的に次の式で与えられる:
{\displaystyle \Gamma _{w}=g\,{\frac {1+{\dfrac {H_{v}\,r}{R_{sd}\,T}}}{c_{pd}+{\dfrac {H_{v}^{2}\,r\,\epsilon }{R_{sd}\,T^{2}}}}}}
| where:                      |                                                                           |
| {\displaystyle \Gamma _{w}} | = 湿潤断熱減率, K/m                                                       |
| {\displaystyle g}           | = 地球の標準重力加速度 = 9.8076 m/s2                                      |
| {\displaystyle H_{v}}       | = 水の気化熱, J/kg                                                        |
| {\displaystyle r}           | = 乾燥空気の質量に対する水蒸気の質量の比, kg/kg                           |
| {\displaystyle R}           | = 気体定数 = 8,314 J kmol-1 K-1                                           |
| {\displaystyle M}           | = ある気体のモル質量, kg/kmol。乾燥空気の場合28.964、水蒸気の場合18.015。 |
| {\displaystyle R/M}         | = ある気体の気体定数。{\displaystyle R_{s}}と表記する                     |
| {\displaystyle R_{sd}}      | = 乾燥空気の気体定数 = 287 J kg-1 K-1                                     |
| {\displaystyle R_{sw}}      | = 水蒸気の気体定数 = 462 J kg-1 K-1                                       |
| {\displaystyle \epsilon }   | = 乾燥空気の気体定数と水蒸気の気体定数の比(無次元量) = 0.6220             |
| {\displaystyle T}           | = 飽和した空気の気温, K                                                   |
| {\displaystyle c_{pd}}      | = 乾燥空気の定圧比熱, J kg-1 K-1                                          |

## 気象学における重要性
地球大気の中で気温減率が様々な値を取ることは、気象学の中で（とりわけ対流圏の中の現象を考える上で）は極めて重要である。気温減率は、上昇する空気塊が雲を形成するに十分な高さまで上昇するかどうか、また雲が発生した後であれば、空気塊はその後も上昇を続けて驟雨をもたらす大きな雲にまで成長するかどうか、そして更に大きく成長して積乱雲（雷雲）になるかどうかを判断するために用いられる。
未飽和の空気が上昇すると、その気温は乾燥断熱減率で下がっていく。気圧が低くなった結果として、露点も低くなっていくが、気温よりはかなり緩やかに下がっていき、典型的な値は 1,000  m あたり約 2 ℃ 下がる。未飽和の空気が上昇を続けると、ついに気温と露点が一致する所まできて、そこで水蒸気の凝結が始まる。この高度は持ち上げ凝結高度 (LCL) として知られている。LCL は空気塊が外力によって強制的に持ち上げられる場合に適用される考え方である。そのような外力がない場合は対流凝結高度 (CCL) という考え方が適用される。この場合、空気塊は地表で暖められて対流温度（外力がなくても浮力によって上昇できるようになる温度）まで気温が上がらねばならない。地表の空気塊の気温が対流温度まで上がったら、あとは LCL と同じ求め方で CCL を求められる。実際の雲底は LCL と CCL の間のどこかになるであろう。
乾燥断熱減率と露点が高度と共に低くなる割合（つまり露点の減率）の差は、1,000  m あたり約 8 ℃ である。したがって、地上での気温と露点の差（湿数）が与えられれば、それに 125 m/℃を掛けることにより簡単にLCLを求めることが出来る。
実際の大気環境の気温減率が湿潤断熱減率よりも小さい場合、その空気層は絶対安定である。この空気層の中で上昇した空気塊の気温は、周囲環境の気温よりも冷たい事になるので、浮力を失い、上昇できなくなる。夜間、地表付近の空気は冷やされるため、早朝の地上付近はしばしば絶対安定になっている。安定した空気層の中では雲は出来にくい。
大気環境の気温減率が湿潤断熱減率と乾燥断熱減率の間にある場合、その空気層は条件付不安定と呼ばれる。この空気層が未飽和であれば空気塊は十分な浮力を得られず、したがって鉛直方向に若干上昇しても下降しても安定している。しかし、もし空気塊が飽和していたら、この空気層は不安定である。したがって、LCL や CCL まで上昇して雲を作る場合もあるが、逆転層で上昇が止められる場合もある。上昇が続けば、背の高い対流雲となって空気塊は自由対流高度 (LFC) に達する場合もある。自由対流高度よりも上は自由対流層 (FCL) となり、空気塊は平衡高度 (EL) まで上昇することが多い。
大気環境の気温減率が乾燥断熱減率より大きい場合、それは超断熱減率と呼ばれ、この空気層は絶対不安定である。その空気塊が LCL や CCL の上にあっても、下にあっても、このような空気層の中では浮力を得て上昇できる。これは午後の陸上でしばしば起こっている。このような場合は対流雲が生じやすく、驟雨や雷雨も発生しやすくなる。
気象学者らはラジオゾンデを使って環境の気温減率を測定し、空気が上昇しやすいかどうかを予想している。環境の気温減率を描いた図は熱力学ダイヤグラムと呼ばれ、図式にはいくつかの種類がある。例えばエマグラム、Skew-T log-P ダイヤグラム、テフィグラムなどがある。
湿潤断熱減率と乾燥断熱減率が違う事はフェーン現象（北米ではチヌークという名でも知られている現象）の原因ともなっているとされている。しかし，日本の北陸地方で典型的に観測されるフェーン現象の8割以上が，水の凝結を伴わないもの，すなわち，環境の気温減率よりも乾燥断熱減率が大きいことによって生じるものであることが明らかにされた。